# 中美關係白皮書
《中美關係白皮書》（英語：The China White Paper），正式名稱為《美國與中國的關係：注重1944年至1949年间》（英語：United States Relations with China: With Special Reference to the Period 1944-1949），又稱《美國對華關係白皮書》，是由當時美國總統杜魯門及國務卿迪安·艾奇遜主導發表對國共內戰及中國問題立場的政治文件。
1949年8月5日，美國國務院發表「中美關係白皮書」:61。美國為辯護其對華靜觀政策:61。白皮書嚴詞批評時任中華民國總統蔣中正，表示中華民國政府在第二次國共內戰的失敗，是中華民國政府本身的領導問題，與美國無關，美國在戰後中國情勢已盡力而為，最後失敗應由中國國民黨負起全責，是為「袖手旁觀」政策。白皮書被認為是國共內戰中，杜魯門政府為自己對華政策失敗開脫:129。該書發表後，美國停止對中華民國政府軍事援助，但也不承認中共當局，嚴重打擊中華民國國軍的戰鬥士氣。不久，中華民國政府遷台。隔年（1950年）美國總統杜魯門於1月5日發表「不介入台灣海峽爭端」聲明，然而同年6月韓戰爆發，美國政府驚覺錯誤，立即下令第七艦隊巡防台灣海峽，並重新考慮對華政策，決定把台灣納入西太平洋防禦體系。之後美國更在1954年和定都臺北的中華民國政府簽訂《中美共同防禦條約》作為新的對華政策。

## 時代背景
1943年，為了取得美國對中國抗戰的更多支持和同情，宋美齡作為蒋中正外交特使，於該年二月訪問美國。她成為美國羅斯福總統的夫人的貴賓，在白宮住了十一天，並於2月18日在國會發表演說，成為第一位在美國國會發表演說的中國人，也是第二位女性（第一位是荷蘭女王），勸說美國將注意力從歐洲戰場轉移到日本對中國的侵略，為中國贏得了美國的同情，隨後，宋美齡又去美國各地發表演說，所到之處無不引起轟動，總計有超過25萬人聽過她的演說。3月1日，宋美齡本人首次被美國《時代雜誌》選為封面人物，這也是她第三次成為《時代雜誌》封面人物。宋美齡成功完成對美國募款的任務。
但蔣介石與盟軍中國戰區參謀長、駐中國美軍指揮官史迪威長期不合，自1943年起曾兩次要求美國撤換史迪威，但因為美國陸軍參謀長馬歇爾在美國的反對而未成。羅斯福派副總統華萊士到中國親自了解情況。華萊士到華後對國民政府的統治能力給予很低的評價，但同意史迪威成為兩國交往的障礙。8月中，羅斯福再三向蔣中正提出將中國大陸之軍隊交予史迪威指揮，為此特意將史迪威晉升為上將。羅斯福一度以接近命令的口吻向蔣提出要求，史迪威得悉後，親自將該份電報交予蔣介石，並在他的日記中記下快慰之感。蔣介石回覆羅斯福，倘若要將指揮權交予史迪威，寧願不惜脫離盟國獨自抗日。最終羅斯福權衡下在1944年10月18日下達命令撤換史迪威。美國委任魏德邁接替史迪威的工作。在任內魏德邁協助國民政府抗日，尤其在對國民革命軍在訓練、後勤及裝備的提昇有顯著貢獻。日本投降後的受降、接收等問題亦由魏德邁協調。1946年3月魏德邁返回美國，臨行前獲贈青天白日勳章。
1946年中國發生全面的國共內戰，美國駐華大使赫爾利因故辭職，美國總統杜魯門派特使馬歇爾來華調停中國戰局，馬歇爾當時計劃由魏德邁接替赫爾利任美國駐華大使，後因消息走漏，中共大力反對，馬歇爾因而改請司徒雷登任美國駐華大使。
馬歇爾對蔣成見已深，希望成立聯合政府降低蔣的影響力。由於「國民黨人仍握有絕大部分權力，無意讓出一丁點；而共產黨人則寄望藉蘇聯之助，奪取整個政權」，他雖無力調停國共內戰，但以軍援要脅，處處牽制國軍。最明顯的一次，是逼迫蔣介石下達六月停戰令使國軍在四平戰役 (1946年)中勝利後無法前進。另一方面對中共卻無法控制，他的行為使中共站穩腳步並使國軍士氣低落。最後馬歇爾調停失敗，但是受到杜魯門的寵信，彷彿立了大功，回美後昇任國務卿。
1947年中國時局轉變，時任國務卿的馬歇爾又詢問魏德邁使華的意願，魏德邁拒絕但同意率團來華考察，魏德邁報告內警告國民黨軍事上已處於劣勢，中共很可能統一中國。魏德邁建議美國承諾給予國民政府援助，但馬歇爾反對，並且對國民政府實行了武器禁運。魏德邁意見不被馬歇爾採納，更以魏德邁建議美英蘇共管東北對中國不敬為理由，將撰寫之報告列為機密被束之高閣。馬歇爾更以蔣將失敗、援蔣有損美國威信為由，斷絕對中國政府之援助，最後導致國民黨政府在大陸之潰敗。
1948年美國大選，因爲杜魯門不喜歡蔣介石，蔣介石把賭注壓在杜魯門的競選對手共和黨候選人托马斯·杜威身上，爲杜威競選資助捐款，但大選的結果杜威落選，杜魯門蟬聯總統。此事更加深了杜魯門對蔣介石的反感。
1949年初蔣介石下野，李宗仁接任代總統，但蔣仍以「中國國民黨總裁」的身分在幕後操控政局。閻錫山出任國防部長兼行政院長在廣州發號施令。蔣介石先後訪問菲律賓及韓國，商議組織遠東反共聯盟。中國內部戰事方面，1949年4月，中共突破長江防線，攻陷國府首都南京，中共在全國戰事明顯佔了上風，中華民國大勢已去。時美國駐華大使司徒雷登在解放軍佔領南京後，並未隨他國公使南下廣州，而是留在南京，試圖與中共接觸，隨後被召回美國。1949年6月，美國媒體還刊出了司徒雷登建議美國承認中共的新聞。
杜魯門政府清楚自己的對華政策，軍經援助、調停行動均告失敗，決定趕在國共分出最後勝負前，採取「袖手旁觀」政策。在盟友中華民國在中國大陸全面崩潰前盡速脫身。

## 發表

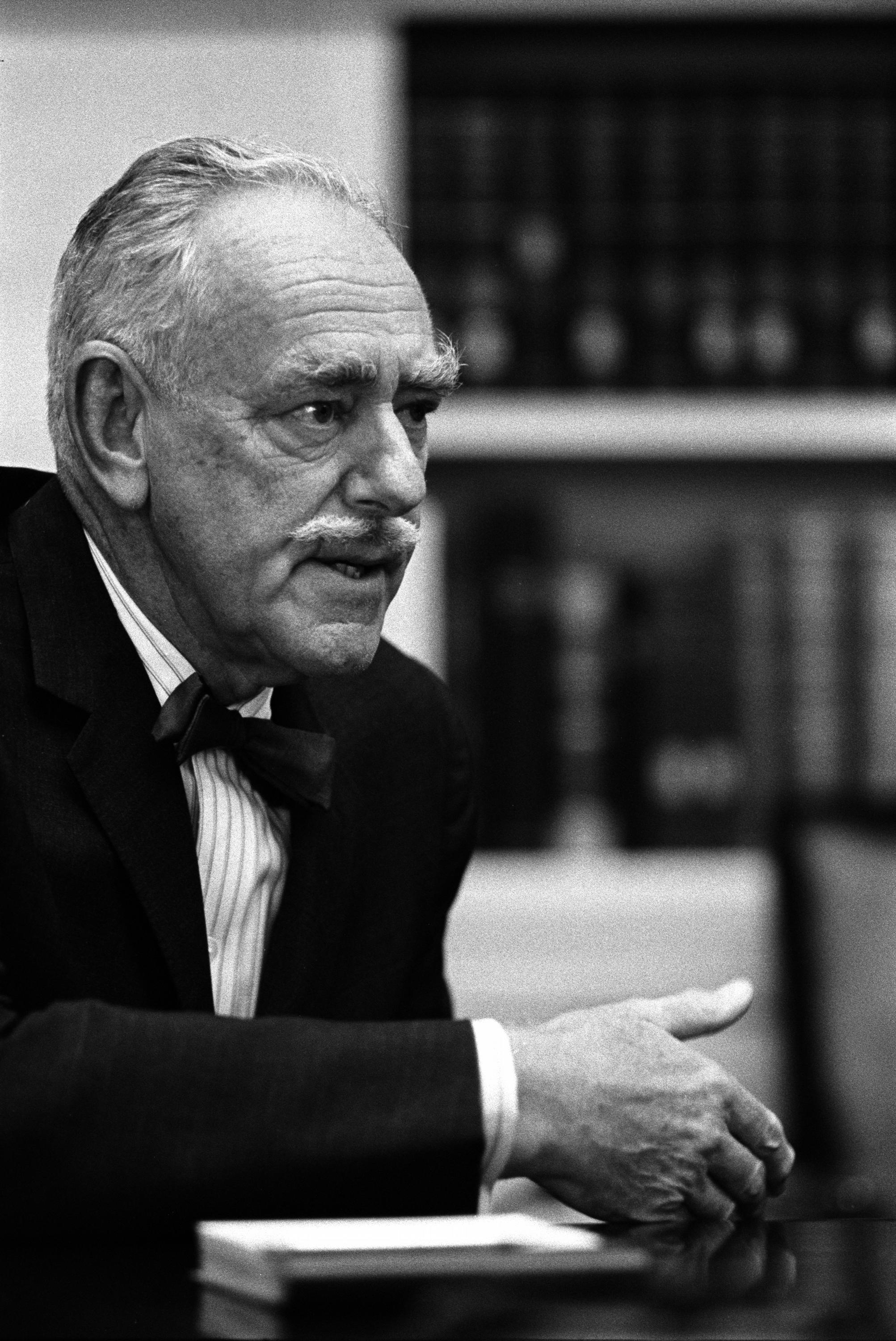
主導《中美關係白皮書》的美國國務卿艾奇遜

美國早在1948年11月即打算公布一份指控國民黨「誤國」的報告，由於大選緣故，國務院拖至1949年5月，才成立一個工作小組，專門編纂「白皮書」，這個小組工作人員共有八十餘人，由國務卿迪安·艾奇遜的好友，前哥倫比亞大學國際公法教授翟士普(Philip C. Jessup)領導。1949年7月21日，美國國務卿艾奇遜向杜魯門報告，《白皮書》要延後一週發表，同時軍方對《白皮書》部份內容可能有保留，杜魯門說應依現有計劃日程推動發表:207。
國府對此事曾透過外交途徑設法勸阻。1949年7月25日，艾奇遜報告杜魯門，參謀長聯席會議及國防部長詹森對《白皮書》所提出之疑點之性質及出版政策等問題，並告訴杜魯門，他將在杜魯門作最後決定前，提報軍方立場之文件；杜魯門相信發表《白皮書》是必要和適切的，要把發表時機與司徒雷登大使取得離開南京之許可合併考慮:211。外交部代理部長葉公超曾召見美國駐華公使藍欽，請他報告國務院勿在此關頭發表這樣的文件，以免影響民心士氣，同時外交部亦訓令时任中华民国駐美大使顧維鈞做同樣的表示。「飛虎將軍」陳納德也勸翟士普教授不要在此時影響中國民心，但在國務卿迪安·艾奇遜堅持下，《白皮書》仍在1949年8月5日發表了。

## 內容與影響
《中美關係白皮書》包括正文八章及附件八章，外加〈中美關係年表〉及〈艾奇遜致杜魯門的信〉，總共1054頁，約一百多萬字。介紹了從19世紀到20世紀美國對中國的態度和中美關係。由1844年中美望廈條約說起，說到1949年五月李宗仁致杜魯門書為止，歷述105年的中美關係
在八章中，講述前一百年的只佔兩章，其餘六章都是敘述最近五年的事。其中收集了大量美國政府發表或未發表的對華關係有關文件，歷任總統相關演講，與國府往來的電報，幾乎所有和中國有關之協議、國共兩黨的相關聲明函件以及美國派駐中國大使定期給國務院寫的報告。
白皮書附錄頗多，其中較重要的包括美駐華大使代辦喬治·艾哲遜給國務院的備忘錄，建議羅斯福明告蔣介石，美國鑒於軍事需要，不得不與中共合作；美國駐華大使館一些館員給國務院的越級報告備忘錄；1944年副總統華萊士訪華時和蔣介石的談話紀錄，內容為勸國府與中共合作；1947年魏德邁赴華考察的報告書，內容批評國府腐敗，建議援助國府五年，且促使國府內站改革，同時將东北交由聯合國安全理事會託管，以免落入蘇聯手中。
白皮書中收錄艾奇遜致杜魯門的信，可視為整部白皮書的的編纂原由與主要結論，也就是全書的核心。艾奇遜在其中說：「在合理範圍以內，美國所做任何事，都沒有改變中國局勢的可能；美國若做其所未做的事，對局勢也不會產生影響，這是中國內部勢力造成的結果，結局是中國內部所決定的，是一方怠忽職責所形成的。」
白皮書主旨除了大力批評蔣介石集團治國的腐敗與無能，強調美國在國共內戰中沒有責任外，也對中共進行了批評。《中美關係白皮書》的發表，標誌著美國退出國共內戰，不再援助國府，對國府「反共抗俄」的民心士氣打擊很大。

## 中國方面反應

### 蔣介石提前得知白皮書內容
白皮書發表之時，宋美齡已在美國爭取對國府的援助。1949年7月下旬，蔣介石召見助手黃仁霖，表示宋美齡來信，要他立即前往紐約。黃仁霖趕到紐約，宋美齡告訴他美國政府正起草白皮書的事，並委託他設法取得白皮書的謄本，或借助關係拖延、擱置白皮書的發表。第二天，黃趕到華盛頓拜訪一些熟識的美國官員並說明來意，官員很直率的承認白皮書的事，且表示無法拖延或擱置發表，他同時將一份白皮書樣本交給黃仁霖，宋美齡立即命黃仁霖返台並把樣本呈送蔣介石。途中經過香港轉機，黃在旅館停留之時，機場的行李遭人打開搜查，幸好黃把白皮書樣本隨身攜帶，才免於被搜走。8月2日，黃仁霖趕回台北，將白皮書樣本交給蔣介石。故蔣在發表前三日就提前知道白皮書的內容。
其時，蔣介石在浙江定海遊歷。蔣經國在1949年8月5日日記中寫道，美國發表《中美關係白皮書》，此事對國府反共抗俄民心影響極大，但蔣介石聞訊，卻泰然處之，在庵門觀月聽濤，談笑自若，對美國發表白皮書之事無動於衷，得力於「寓理帥氣」之休養功夫。其實是因為蔣介石已在8月2日看過白皮書內容，故已有心理準備。

### 蔣介石與中華民國政府反應
白皮書發表後一日(8月6日)，蔣介石訪問南韓，與南韓總統李承晚會面，商議組成遠東反共聯盟。8月6日蔣經國日記說，上午，蔣經國以白皮書內容與湖南省政府主席程潛投共之事報告蔣介石，蔣介石不覺驚異，反鎮定非常。
蔣介石在8月6日的日記上說：「甚歎我國處境，一面受俄國之侵略，一面美國對我又如此輕率，若不求自強，何以爲人？何以立國？而今實爲中國最大之國恥，亦深信其爲最後之國恥。」
然而同時，蔣介石也對幕僚表示了自己的氣憤，他對幕僚說：「美國常說中國重要，在援華時卻又小氣的要命，如果他們對我們軍援得力一點，我們就不會輸的這麼慘，現在把責任都推到我們身上，太不道德！」在8月10日的日記，蔣說：「馬歇爾、艾奇遜因欲掩飾其對華政策之錯誤與失敗，不惜毀滅中美兩國傳統友誼，以遂其心，而亦不知其國家之信義與外交上應守之規範。其領導世界之美國總統杜魯門竟准其發表此失信於世之《中美關係白皮書》，爲美國歷史上，留下莫大的污點。此不僅爲美國悲，而更爲世界前途悲矣！」
蔣介石的幕僚王世傑建議蔣對白皮書應以官方文件反擊。八月十四日，蔣介石以國民黨總裁的身分在台北草山(今陽明山)，召集幕僚王世傑，黨中央非常委員會秘書長洪蘭友，外交部長葉公超等開會，商議如何回覆白皮書。葉公超首先拿出一份以外交部名義草擬，且經黨中央非常委員會修訂過的文稿，蔣看後覺得內容空泛，王世傑隨後拿出另一份自己草擬的文稿給蔣，蔣認為這份文稿比前一份好。
八月十五日，蔣再次召集重要幕僚開會，他表示，美國的白皮書有瑕疵，以後有機會要發表一篇詳盡的全面聲明駁斥，現在先發一則短暫的聲明稿。當天文字修正不多，聲明稿由葉公超、洪蘭友帶回廣州後經黨中央非常委員會通過，八月十六日，共330字的《中華民國政府外交部對美國政府發表對華關係白皮書的聲明》發表，措詞簡短乏力，未做出率直的抨擊，只表示「中國政府無意對此爭議加以分析，以致有損中美兩國人民傳統友誼，以及民主集團共同目標。」聲明中還說，中華民國政府將在適當時機對白皮書各種複雜問題詳加說明。
八月七日，中華民國駐美大使顧維鈞發表了一份英文聲明，措詞謹慎，只表示中國政府日後將發表一些補充資料，使全貌表露完全。

### 毛泽东与中国共产党反应
相對於國府不痛不癢的聲明，中國共產黨對白皮書的反應頗為強烈，毛澤東連續寫了丟掉幻想，準備鬥爭、別了，司徒雷登、為什麼要討論白皮書、「友誼」，還是侵略？、唯心歷史觀的破產等五篇文章，大罵杜魯門政府、艾奇遜和白皮書，毛澤東表示「這些文件的發表，反映了中國人民的勝利和帝國主義的失敗，反映了整個帝國主義世界制度的衰落。」在為什麼要討論白皮書一文中，毛說：「共產黨領導的人民民主專政政府，對人民來說，不是專政或獨裁的，而是民主的。這個政府是人民自己的政府。這個政府對於人民必須是恭恭敬敬聽話的。」

### 胡適指責美國發表《白皮書》
胡適在為司徒雷登的回憶錄《旅華五十年記》寫序時，指責美國「因為在雅爾達出賣了中國，因為在緊要關頭停止對華的有效援助，而且最重要的是，因為自己是個大國和無人可抗爭的世界領導地位，所以倒下來的中國流著血的時候，美國可以說『罪不在我』。」

## 美国方面反应

### 美國國會「中國遊說團」的抨擊
當時國民黨在美國國會中有不小的勢力，和幾位議員過從甚密，國會甚至存在大力支持國府的「中國遊說團」，對《白皮書》和杜魯門的對華政策提出強力抨擊。「中國遊說團」是政治人物、商人、利益團體、保守派新聞媒體人士、退役軍事將領及其他強烈支持蔣介石立場者的「非正式大集合」。共和黨參議員諾蘭、布里基斯和民主黨右派參議員麥卡蘭聯合署名發表一件備忘錄，一致認為《白皮書》是「一千零五十四頁的掩飾失策」。

## 後續
1950年6月25日，朝鮮人民軍越過三八線，向大韓民國進攻，韓戰爆發。杜魯門政府始發現其錯誤並體認到台灣的戰略重要性，決定將台灣列入西太平洋反共防禦圈範圍，在6月27日下令第七艦隊巡防台灣海峽，宣布台灣海峽中立化，以防中共進攻台灣，也不支持中華民國反攻大陸。
另外在1952年美國總統大選時，共和黨的艾森豪憑藉反對杜魯門運動與標語「韓國！共產主義！貪污！」（Korea! Communism! Corruption!）贏得人心，而在1953年出任總統，結束民主黨長達20年執政。杜魯門原有資格競選連任，在支持率低落下黯然下台。